# Гелърт Гриндълуолд
Гелърт Гриндълуолд (на английски: Gellert Grindelwald) e един от отрицателните герои в поредицата романи на Дж. К. Роулинг за Хари Потър. Смятан е за най-великия черен магьосник след Лорд Волдемор.

## Приятелство с Дъмбълдор
За него е известно, че е бил възпитаник на магьосническия институт Дурмщранг, от който бил изключен в шестата си година, заради опасните си експерименти, които едва не довели до смъртта на негови съученици. Преди да напусне Дурмщранг, той нарисувал знака на Даровете на Смъртта върху една от стените на училището. След напускането си, той отишъл на гости на пралеля си Батилда Багшот в Годрикс Холоу, където се запознал с младия Албус Дъмбълдор. В Хари Потър и Даровете на Смъртта се разкрива, че Гриндълуолд е дошъл в Годрикс Холоу, за да разгледа гробът на братята Певарил (първоначалните собственици на Даровете на Смъртта), но създал близко приятелство с Дъмбълдор. Двамата започнали да кроят планове за създаването на нов световен ред, в който магьосниците са господари на мъгълите.
По-малкият брат на Дъмбълдор, Абърфорт не бил съгласен с техните планове, защото смятал, че амбицията на брат му ще остави него и болната им сестра Ариана сами. Спорът се преобразувал в магьоснически дуел между Албус, Абърфорт и Гриндълуолд. За нещастие Ариана попаднала между изстрелите. Скоро Гриндълуолд заминал, ужасен от очакващото го наказание, а приятелството му с Дъмбълдор се разпаднало.

## Дуелът през 1945 г.
Станал господар на един от Даровете на Смъртта – Бъзовата пръчка, открадвайки я от предишния ѝ господар, майсторът на пръчки Грегорович. С помощта на Бъзовата пръчка, той извършил множество ужасни дела, за щастие ограничени в Централна и Източна Европа. Действията му силно са повлияли на учениците в Дурмщранг, дори и на Виктор Крум, чийто дядо бил убит от Гриндълуолд.
След възкачването на власт на Гриндълуолд, Дъмбълдор се опитал да забави неизбежното, за да не бъде обвинен в смъртта на Ариана. Когато вече нямало как да го направи, двамата се срещнали през 1945 г. И двамата били интелигентни и умели дуелисти, за това всички свидетели били единодушни, че никога преди не е имало подобен двубой.
Гриндълуолд, който по онова време притежавал предполагаемо непобедимата Бъзова пръчка загубил. Като победител, Дъмбълдор си спечелил Пръчката, а бившият му приятел бил заточен в затвора, който сам построил преди години – Нюрменгард. Стоял затворник близо петдесет години до смъртта си в ръцете на Лорд Волдемор в Хари Потър и Даровете на Смъртта.